# Socol, Caraș-Severin
Socol (în sârbă Соколовац, cu alfabetul latin: Sokolovac) este satul de reședință al comunei cu același nume din județul Caraș-Severin, Banat, România.